# Monospitowo
Monospitowo mac. Моноспитово – wieś w gminie Bosiłowo w Macedonii Północnej. 25 czerwca 1956 urodził się tam Boris Trajkowski, polityk macedoński, były prezydent kraju.